# Nastri d'argento 1969
Els Nastri d'argento 1969 foren la 24a edició de l'entrega dels premis Nastro d'Argento (Cinta de plata) que va tenir lloc el 1969.

## Guanyadors

### Millor productor
- Ermanno Donati i Luigi Carpentieri - Il giorno della civetta

### Millor director
- Franco Zeffirelli - Romeo e Giulietta
- Pier Paolo Pasolini - Teorema
- Carlo Lizzani - Banditi a Milano

### Millor argument original
- Marcello Fondato - I protagonisti
- Pier Paolo Pasolini - Teorema
- Rodolfo Sonego - La ragazza con la pistola

### Millor guió
- Arduino Maiuri, Massimo De Rita i Carlo Lizzani - Banditi a Milano
- Ugo Pirro i Damiano Damiani - Il giorno della civetta
- Liliana Cavani e Tullio Pinelli - Galileo

### Millor actor protagonista
- Ugo Tognazzi - La bambolona
- Gian Maria Volonté - Banditi a Milano
- Lino Capolicchio - Escalation

### Millor actriu protagonista
- Monica Vitti - La ragazza con la pistola
- Isabella Rei - La bambolona
- Virna Lisi - Tenderly

### Millor actriu no protagonista
- Pupella Maggio - Il medico della mutua
- Valentina Cortese - Scusi, facciamo l'amore?
- Laura Betti - Teorema

### Millor actor no protagonista
- Ettore Mattia - La pecora nera
- Gabriele Ferzetti - C'era una volta il West

### Millor banda sonora
- Nino Rota - Romeo e Giulietta
- Ennio Morricone - C'era una volta il West
- Mario Nascimbene - Summit

### Millor fotografia en blanc i negre
- Aldo Scavarda - Grazie zia

### Millor fotografia en color
- Pasqualino De Santis - Romeo e Giulietta

### Millor vestuari
- Danilo Donati - Romeo e Giulietta

### Millor escenografia
- Luciano Puccini - Romeo e Giulietta

### Millor pel·lícula estrangera
- Robert Bresson - Mouchette
- Peter Brook - Marat/Sade
- Miklós Jancsó - El roig i el blanc (Csillagosok, katonák)